# Kalvehave
 For alternative betydninger, se Kalvehave (flertydig). (Se også artikler, som begynder med Kalvehave)
Kalvehave er en by på Sydsjælland med 585 indbyggere  (2024), beliggende 17 km syd for Præstø, 13 km vest for Stege og 18 km øst for Vordingborg. Byen hører til Vordingborg Kommune og ligger i Region Sjælland. I 1970-2006 hørte byen til Langebæk Kommune.
Kalvehave hører til Kalvehave Sogn. Kalvehave Kirke fra o. 1225 ligger 1 km øst for den gamle landsby, der nu hedder Gammel Kalvehave, og 2 km vest for den tidligere færgeby ved Ulvsund.

## Udtale
Ordet Kalvehave har 4 stavelser og to v'er, men lokalt udtales det ['kal-ha:v], altså med kun to stavelser, og kun det sidste v udtales. Det første v kan være kommet til i udtalen (rigsdansk), efter at bl.a. jernbanevæsenet i begyndelsen af 1930'erne ændrede stavemåden fra Kallehave til Kalvehave; Stednavnet Kalhave eller Kallehave forekommer flere steder i landet, hvor v'et i kalv ikke har været udtalt i regionalsprog og dialekt. Historikeren Johannes Steenstrup (født i Sorø 1844) skrev Kallehave, og stavemåden Kalhave eksisterer stadig for en by ved Skanderborg og stednavne i Hornborg Sogn og Sejerslev Sogn. På Vestlolland finder vi Kallehavegård med den oprindelige stavemåde, dvs. efter udtale og ikke nuværende rigsdansk retskrivning.

## Faciliteter
- Kalvehave Skole & Børnehus er Vordingborg Kommunes specialskole med plads til godt 60 elever i 0.-10. klasse samt et integreret dagtilbud for børn i alderen 0-6 år, som samtidigt har specialiseret sig som et særligt dagtilbud, der kan visiteres til af kommunen.[6]
- Feriecentret Østersø Færgegård har 20 meget forskellige timeshare lejligheder.[7]
- Lystbådehavnen har 300 pladser.
- Byen har LokalBrugs, bager og læge.

## Historie
Kalvehave hed oprindeligt Skåningehavn. Navnet henviser til, at egnens bønder i middelalderen rejste til Skånemarkedet ved Falsterbo og her havde et særligt fiskeleje under sildesæsonen. Desuden havde de ret til at drive sejlads og handel med egne produkter.
30 svenske soldater, som druknede i 1658 ved at gå over isen til Møn, blev begravet på kirkegården.

### Stationsbyen
Kalvehave havde endestation for Kalvehavebanen (1897-1959), der forbandt byen med Vordingborg. Stationsbygningen, der var tegnet af arkitekt Heinrich Wenck, er bevaret på Strandvej 8.
I 1898 beskrives Kalvehave således: "Kallehave (gml. Form Kalvæhaghæ), Fiskerleje med Kirke, Skole, Fattiggaard (opf. 1868, Plads for 35 Lemmer og Hjem for 7 alderdomsunderstøttede), Købmandshandeler, Mølle med Bageri, Baadebyggeri og Telefonstation samt — ved den 1/8 Mil Ø. for Byen beliggende Kallehave Færgegaard — Gæstgiveri, Købmandshandel, Kornmagasin, Jærnbanestation (Endepunkt for Kallehave Banen, Telegraf-og Telefonstation, Postekspedition, Strandkontrollørbolig, Færgested med Færge- og Anløbsbro (ved den fra Broen mod S. V. udgaaende Mole er der indtil 12 F. dybt), hvorfra der er Dampfærgefart til Koster paa Møen og 3 Gange daglig Dampskibsforbindelse med Stege".

### Færgeby
Færgerne ("Møn", "Koster" og "Gudrun") sejlede mellem Kalvehave og Koster indtil 1943, hvor Dronning Alexandrines Bro – eller Mønbroen – blev indviet.
Staten købte i 1925 den lille ø Lindholm i Stege Bugt og opførte der Statens Veterinære Institut for Virusforskning. Så fik Kalvehave endnu en færgerute. Instituttets 80-100 medarbejdere blev dagligt sejlet til og fra øen, der blev betjent af færgerne M/F Virus og M/F Ulvsund. Aktiviteterne er nu flyttet til institutioner i Københavns-området.
Lindholm kom derefter på tale som udrejsecenter for afviste, kriminelle udlændinge.